# More (comando)

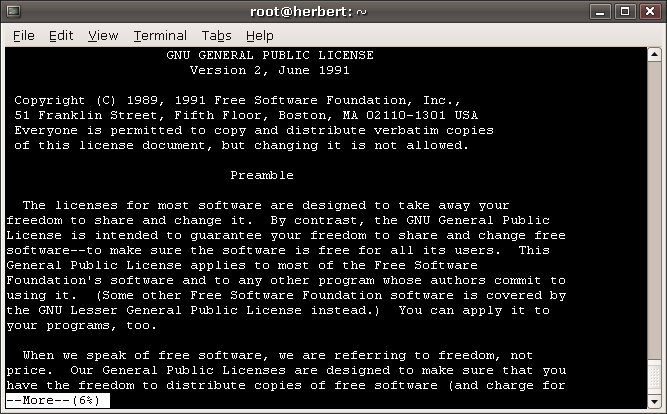
El comando more se usa para ver los archivos de texto en el símbolo del sistema, mostrando una pantalla a la vez en caso de que el archivo sea grande (por ejemplo, archivos de registro).

En informática, more es un comando para ver (pero no modificar) el contenido de un archivo o comando y visualizarlo por páginas. Está disponible en varios sistemas operativos como Unix y derivados DOS, OS/2, y Windows. Este comando sólo permite la navegación hacia adelante y al pulsar una tecla, avanza hacia la siguiente página.

## Uso

### Unix
```
more [opciones] [archivo]
```

Si no se especifica ninguna opción, mostrará el archivo paginado

Opciones:
- -num entero que especifica el número de líneas de archivo

- -d uso con teclas específicas "espacio continuar, 'q' quitar, 'h' para instrucciones y avisador acústico cuando se pulsa otra tecla.

- -l esta opción evita que al encontrar un carácter ^L finalice el comando.

- -f cuenta las líneas de manera lógica, en vez de por líneas.

- -p No se desplaza, sino que limpia la pantalla y muestra el texto.

- -c No se desplaza, sino que dibuja la pantalla empezando por la parte superior, limpiando el resto de la línea como se muestra.

- -s Compacta líneas en blanco en una.

- -u suprime el subrayado.

- +/ Especifica cadena que será buscada antes de cada línea.

- +num Especifica línea inicial.

### DOS y Windows
```
more [/E /C /P /S /Tn +n] [unidad:][ruta][archivo]
```

Opciones:
- /E Habilitar opciones avanzadas
- /C Limpiar pantalla antes de mostrar la página siguiente
- /P Expande caracteres de avance de línea
- /S Compacta líneas en blanco en una sola línea
- Tn Expande tabulaciones n(número) espacios
- +n Empieza mostrando el archivo a partir de la línea n(número)